# Banatska Dubica
Banatska Dubica (izvirno srbsko Банатска Дубица; madžarsko Kismargita; nekoč srbsko Мала Маргита/Mala Margita) je naselje v Srbiji, ki upravno spada pod Občino Sečanj; slednja pa je del Srednjebanatskega upravnega okraja.

## Demografija
V naselju, katerega izvirno (srbsko-cirilično) ime je Банатска Дубица, živi 346 polnoletnih prebivalcev, pri čemer je njihova povprečna starost 44,4 let (40,8 pri moških in 47,8 pri ženskah). Naselje ima 158 gospodinjstev, pri čemer je povprečno število članov na gospodinjstvo 2,71.
To naselje je, glede na rezultate popisa iz leta 2002, v glavnem srbsko, a v času zadnjih treh popisov je opazno zmanjšanje števila prebivalcev.
|  |

| Demografija | Demografija     | Demografija     |
| Leto        | Št. prebivalcev | Št. prebivalcev |
| ----------- | --------------- | --------------- |
|             |                 |                 |
|             |                 |                 |
|             |                 |                 |
|             |                 |                 |
| 1948        | 896             |                 |
| 1953        | 936             |                 |
| 1961        | 847             |                 |
| 1971        | 660             |                 |
| 1981        | 566             |                 |
| 1991        | 507             | 492             |
| 2002        | 455             | 428             |
|             |                 |                 |

| Etnična sestava po popisu iz leta 2002 | Etnična sestava po popisu iz leta 2002 | Etnična sestava po popisu iz leta 2002 | Etnična sestava po popisu iz leta 2002 | Etnična sestava po popisu iz leta 2002 |
| -------------------------------------- | -------------------------------------- | -------------------------------------- | -------------------------------------- | -------------------------------------- |
| Srbi                                   | Srbi                                   |                                        | 365                                    | 85,28%                                 |
| Jugoslovani                            | Jugoslovani                            |                                        | 16                                     | 3,73%                                  |
| Slovaki                                | Slovaki                                |                                        | 15                                     | 3,50%                                  |
| Madžari                                | Madžari                                |                                        | 14                                     | 3,27%                                  |
| Romi                                   | Romi                                   |                                        | 6                                      | 1,40%                                  |
| Hrvati                                 | Hrvati                                 |                                        | 2                                      | 0,46%                                  |
| Neznano                                | Neznano                                |                                        | 1                                      | 0,23%                                  |